# Kelsey Barlow
Kelsey Barlow (Salónica, Grecia, 14 de febrero de 1991) es un jugador de baloncesto estadounidense que pertenece actualmente es agente libre. Con 1,96 metros de estatura, juega en la posición de escolta.

## Trayectoria deportiva

### Universidad
Jugó durante tres temporadas con los Boilermakers de la Universidad Purdue, en las que promedió 5,4 puntos, 2,9 rebotes y 1,6 asistencias por partido. En su primera temporada fue incluido en el mejor quinteto de novatos de la Big Ten Conference. En 2012 se transfirió a la Universidad de Illinois en Chicago. Después de pasar un año como redshirt, pudo jugar su temporada como senior con los UIC Flames.

### Profesional

#### NBA D-League
Tras no ser elegido en el Draft de la NBA de 2014, sí lo fue en el Draft de la NBA D-League, en el quinto puesto de la quinta ronda por los Grand Rapids Drive, entrando a formar parte del equipo. En su primera temporada promedió 7,2 puntos y 2,7 rebotes por partido.
En julio de 2015 se unió a los Detroit Pistons para disputar las Ligas de Verano de la NBA, jugando dos partidos en los que promedió 7,0 puntos, 2,5 asistencias y 2,0 rebotes. Posteriormente, regresó a los Drive, donde jugó una segunda temporada com más protagonismo que en la primera, actuando como titular y promediando 12,1 puntos y 4,7 rebotes por partido.

#### Europa
El 7 de abril de 2016 fichó por el Lille Métropole Basket Clubs de la LNB Pro B francesa hasta final de temporada, con los que disputó once partidos en los que promedió 11,7 puntos y 4,7 rebotes.
El 26 de agosto de 2016 se comprometió con el Aries Trikala B.C. de la A1 Ethniki griega. Volvería en la temporada siguiente a la misma liga, pero esta vez como incorporación del AEK Atenas, equipo con el que jugó hasta febrero de 2018. 
Barlow regresó en agosto de 2018 a Grecia para jugar una tercera temporada en la A1 Ethniki en el Kymis, pero, luego de un mes de pretemporada en el que no disputó ningún partido oficial, dejó al equipo para unirse al Hoops Club del Líbano. De todos modos su experiencia en ese país fue muy breve, debido a que el 28 de diciembre firmó con el Sakarya BB, equipo de la Basketbol Süper Ligi de Turquía, con el que hizo su debut al día siguiente en un duelo ante el Bandırma Banvit. Con esa formación sólo estuvo dos semanas, llegando a jugar en 3 partidos antes de ser desvinculado del plantel en enero de 2019.

#### Latinoamérica
Barlow fichó con Hispano Americano de la Liga Nacional de Básquet de Argentina a mediados de 2019. En su primera temporada se destacó promediando 18.8 puntos, 4.5 rebotes y 3.3 asistencias por partido, sin embargo el certamen quedó inconcluso tras la suspensión en marzo de 2020 motivada por el comienzo de la pandemia de COVID-19. El siguiente paso en la carrera del escolta fue fichar con los Soles de Mexicali de la Liga Nacional de Baloncesto Profesional de México, pero a poco de iniciar el torneo su contratación fue anulada.
Barlow regresó a Hispano Americano para disputar la temporada 2020-21 de la LNB. Con marcas de 18.1 puntos, 6 rebotes y 3.8 asistencias terminó siendo reconocido como el Mejor Extranjero de la Liga Nacional de Básquet del año.
Posteriormente, tras actuar en The Basketball Tournament como parte de Men of Mackey, arregló su incorporación a los Panteras de Aguascalientes, jugando 10 partidos de la temporada 2021 de la LNBP.
Tras esa experiencia, el 30 de noviembre de 2021 se unió a Defensor Sporting de la Liga Uruguaya de Básquetbol.

## Vida privada
Kelsey Barlow es hijo del que fuera también jugador profesional Ken Barlow.
Es aficionado a la escritura y a la producción cinematográfica, habiendo realizado y publicado obras en ambos rubros.